# Dachsteinkalk

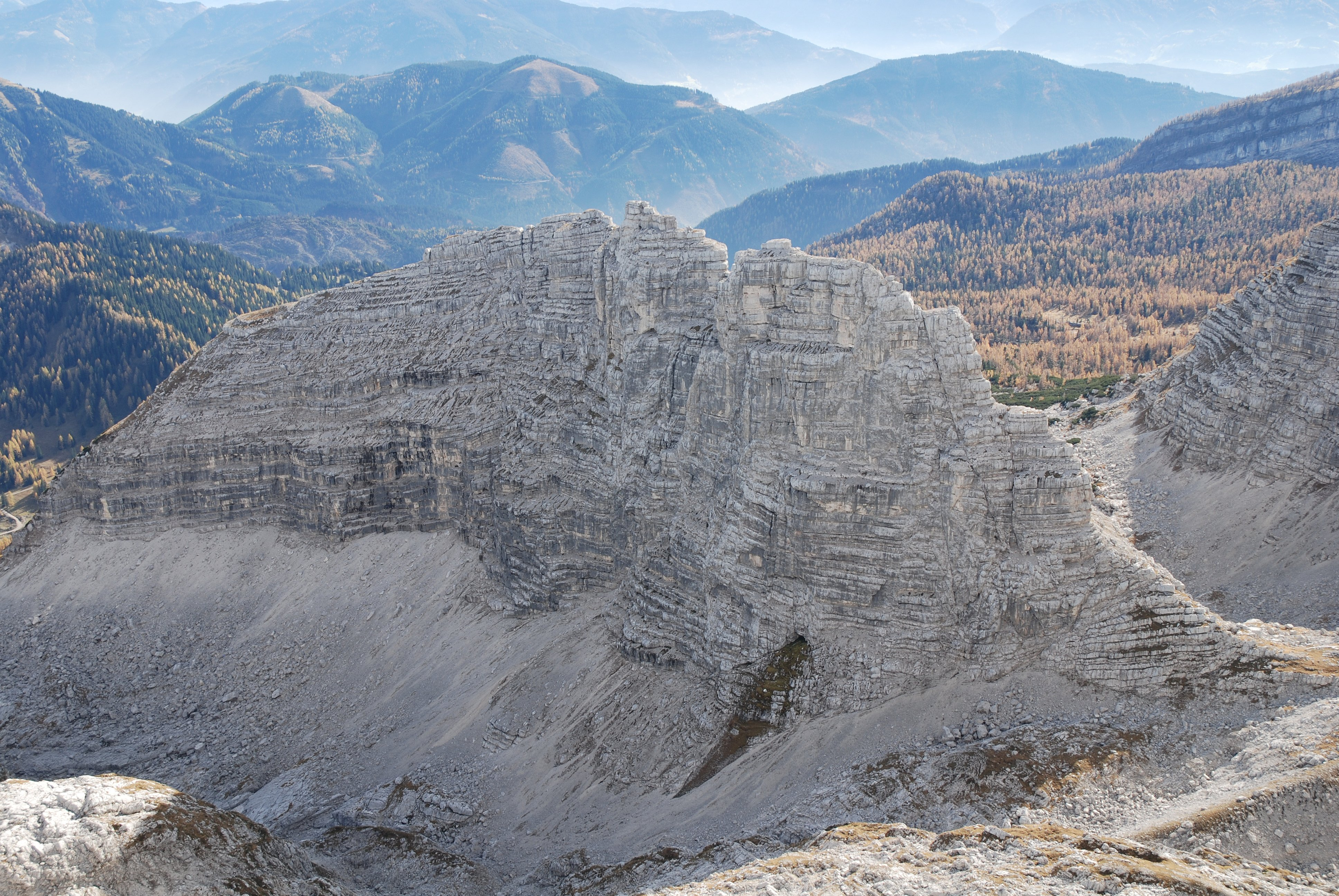
Gebankter Dachsteinkalk des Ramesch, Totes Gebirge

Der Dachsteinkalk ist eine karbonatische Schichtenfolge, die vor allem in den Nördlichen Kalkalpen sowie den östlichen Südalpen (Julische Alpen) vorkommt. Es handelt sich um hellgraue bis weißliche, manchmal auch rötliche sowie relativ reine Kalksteine. Der Dachsteinkalk wird in zwei verschiedene Fazies unterteilt, den Bankkalk und den Riffkalk. 
Der Dachstein-Pionier und Naturforscher Friedrich Simony beschrieb das Gestein erstmals im 19. Jahrhundert und benannte es nach dem aus diesem Gestein bestehenden Dachstein.

## Alter

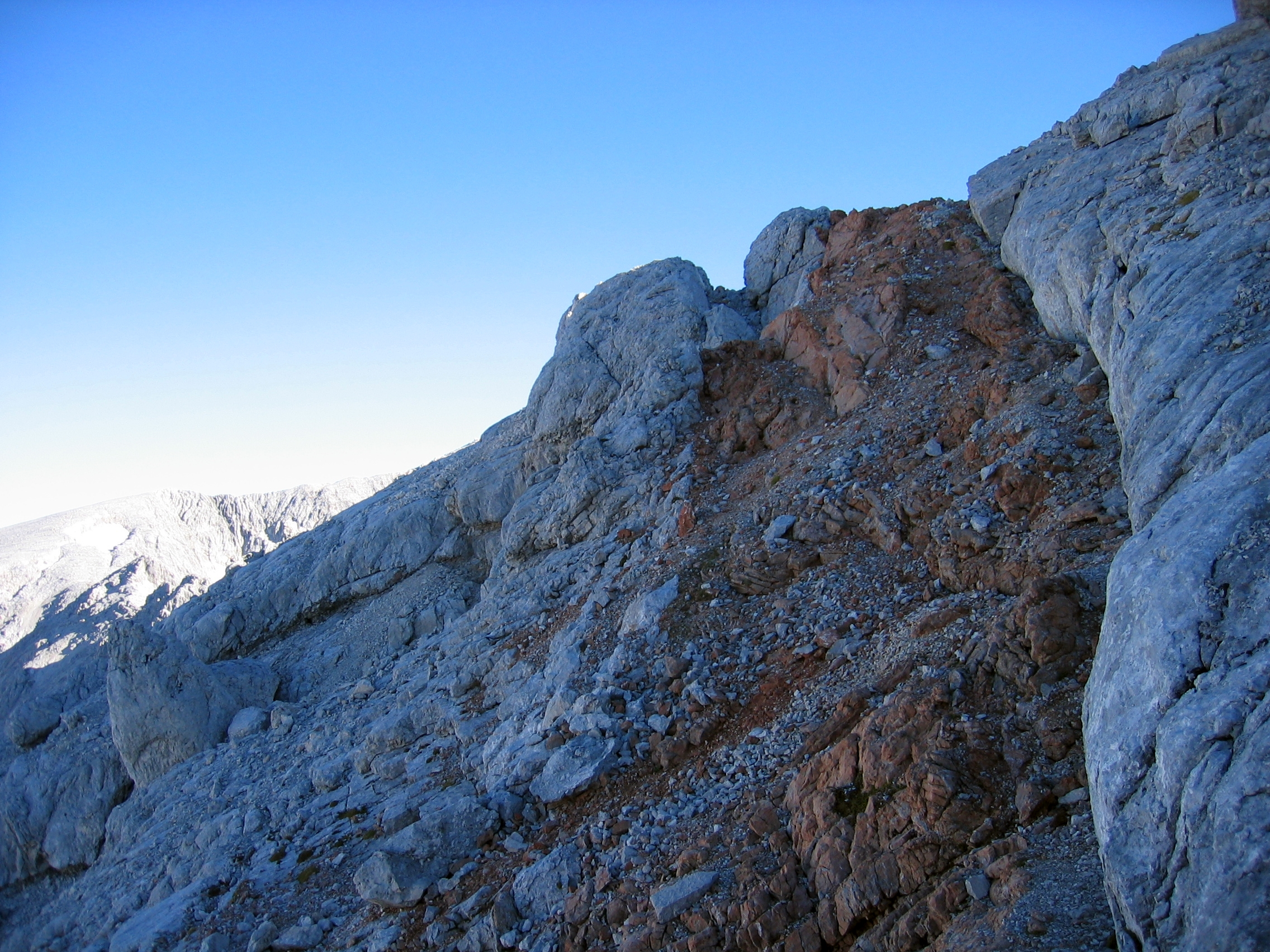
Spaltenfüllungen mit Hierlatzkalk, Spitzmauer, Totes Gebirge, Österreich

Der Dachsteinkalk ist vor etwa 217 bis 200 Mill. Jahren in der Obertrias entstanden. In einem Zeitraum von etwa 10 bis 15 Millionen Jahren lagerte sich Kalkmaterial bis zu einer Schichtdicke von einem Kilometer ab. Die Ausbildung dieses Gesteins begann im Karn; allgemein setzte die Hauptsedimentation jedoch erst im Nor ein, so dass er den oberen beiden Dritteln des oberen Alpenkalkes entspricht. Seine Sedimentation endete gegen Ende des Rhaetiums vor etwa 200 Millionen Jahren an der Zeitenwende Trias-Jura.
Nach der Ablagerung des Dachsteinkalkes wurde der Meeresboden durch Dehnungstektonik zerbrochen und in den entstandenen Spalten des Meeresgrundes, so genannten „Neptunian Dikes“, wurden jüngere Rotkalke aus der Zeit des unteren Jura abgelagert. Diese Spaltenfüllungen kommen innerhalb des Dachsteinkalkes häufig vor und sind durch ihre violettrote Färbung sehr auffällig.

## Ablagerungsmilieu
Zur Ablagerungszeit des Dachsteinkalkes war der Ostalpenraum ein von der Festlandsküste abgesetzter Flachmeerbereich in subtropischen Breiten am Südrand der westlichen Tethys. Die Ostalpen boten aufgrund der damals tropischen Lage – etwa vergleichbar mit der heutigen Karibik – ideale Lebensbedingungen für die Riffbildung und eine reichhaltige Lagunenfauna.
Beide Faziestypen des Dachsteinkalks sind in relativ flachem Meerergebiet (Epipelagial) mit euphotischen Bedingungen entstanden. Das Vorkommen von Flachwasserfossilien in Lebendstellung im gesamten Schichtkomplex des Dachsteinkalks bezeugt, dass Sonnenlicht in wesentlichen Mengen den Meeresboden erreichte. Der Untergrund muss sich während der Ablagerung des Dachsteinkalks ständig abgesenkt haben, denn auch die unterste Schicht des kilometerstarken Gesteinsstapels ist im Flachmeer entstanden. Diese über viele Jahrmillionen vergleichsweise stabilen Sedimentationsbedingungen haben den homogenen Aufbau der Dachsteinmassen zur Folge. 
Zwischen den beiden Faziestypen, Bankung der Lagunen und Riffstrukturen, gibt es Übergänge; ebenso zu der in tieferem Wasser entstandenen Fazies der Hallstätter Kalke (epipelagiale Becken) sowie der Fazies des Hauptdolomits, der wohl Wattenmeerbereiche markiert (Tidalfazies): Die noch dem Nor zuzurechnende Übergangsfazies vom Hauptdolomit ist der Plattenkalk. Im Hochschwab am Ostrand der Dachstein-Formation ist der Übergang des Riffes über den Schutthang des Vorriffs in eine südlich gelegene Beckenfazies (Aflenzer Kalk) sehr gut erhalten. Der Aflenzer Kalk ist dunkel, dünnbankig, mergelig und kieselig, und wird ebenso wie der gleichaltrige Teil der Hallstätter Kalke nicht als Dachsteinkalk bezeichnet.
Die Gosauer Schichten – Erosionssediment der Oberkreide, das in die Kalkalpen eingebacken ist – belegen, dass die Kalkalpen zwischenzeitlich wieder gehoben wurden, und Archipel-artig aus dem Meer ragten, bevor mit dem Juvavikum eine weitere Flachwasserphase folgt. Der Beginn dieser Hebungsphase dürfte das Ende des Aufbaus der Dachsteinkalke markieren.

## Bankkalk
Die am weitesten verbreitete Fazies des Bankkalkes oder des gebankten Dachsteinkalkes ist ein sehr deutlich geschichteter Kalk mit einer sehr groben Ablagerungsstruktur im Meter- bis Zehn-Meter-Bereich. Es handelt sich um die Reste der Lebewesen in einem Lagunenbereich. Insbesondere die norische Übergangsfazies zum Hauptdolomit (Tidalfazies des Karnium) wird auch Plattenkalk genannt.
Der Bankkalk ist das mächtigste Schichtglied im Dachsteinkalk, er ist sehr widerstandsfähig und fest. Die massiven Kalkbänke bis etwa 20 Meter Dicke sind aus Kalk von sandig bis schlammiger Korngröße (Zehntel-Millimeter- bis Mikrometer-Bereich) entstanden. In ihnen finden sich häufig die Reste von sehr großen Muscheln, den Megalodonten. Kurzzeitige Änderungen der Ablagerungsbedingungen, etwa verstärkte Einschwemmung von tonigerem und feinstkörnigem Material durch die Flüsse, führt zu feinen Störungen in der sonst kompakten Masse: Diese bilden mechanische oder mineralogische Strukturgrenzen in der Rekarbonatisierung der Kalkmasse, die sich durch Lösung und Ausfällung unter Druck homogen verfestigt.
Die „Trennfugen“ der Kalkbänke bestehen aus ½ bis 1 Meter starken Zwischenlagen aus Dolomit (magnesitischen Karbonaten) mit millimeterfeiner Schichtung, manchmal aus dünnplattig brechenden Kalken (Wiederholung der Ablagerungsstruktur im kleinen) und stellenweise Mergeln. Das unterschiedliche mechanische Verhalten dieser brüchigeren Zwischenschichten führt zu der stufig gebänderten Struktur der Berge. 
Die Schichtplatten des Kalksteins sind wegen ihrer Mächtigkeit und der klaren Abgrenzung der Einzelbänke untereinander aus großer Entfernung zu erkennen. Diese klar abgegrenzte Schichtungsstruktur entsteht durch den rhythmischen Wechsel der verschiedenen Gesteinstypen im Bankkalk. Der rhythmische Wechsel einzelner Schichtglieder (Zyklothem) im Dachsteinkalk wurde von dem amerikanischen Geologen Alfred G. Fischer als Lofer-Zyklothem beschrieben. Er erklärt die Lofer-Zyklotheme durch Meeresspiegelschwankungen im Rhythmus von mehreren 1.000 Jahren.
Die ursprünglich horizontale Schichtung findet sich beispielsweise in den kompakten Kalkstöcken des Dachsteinmassivs oder dem Toten Gebirge, andernorts kann sie verkippt, steil gestellt und verfaltet oder verworfen sein.

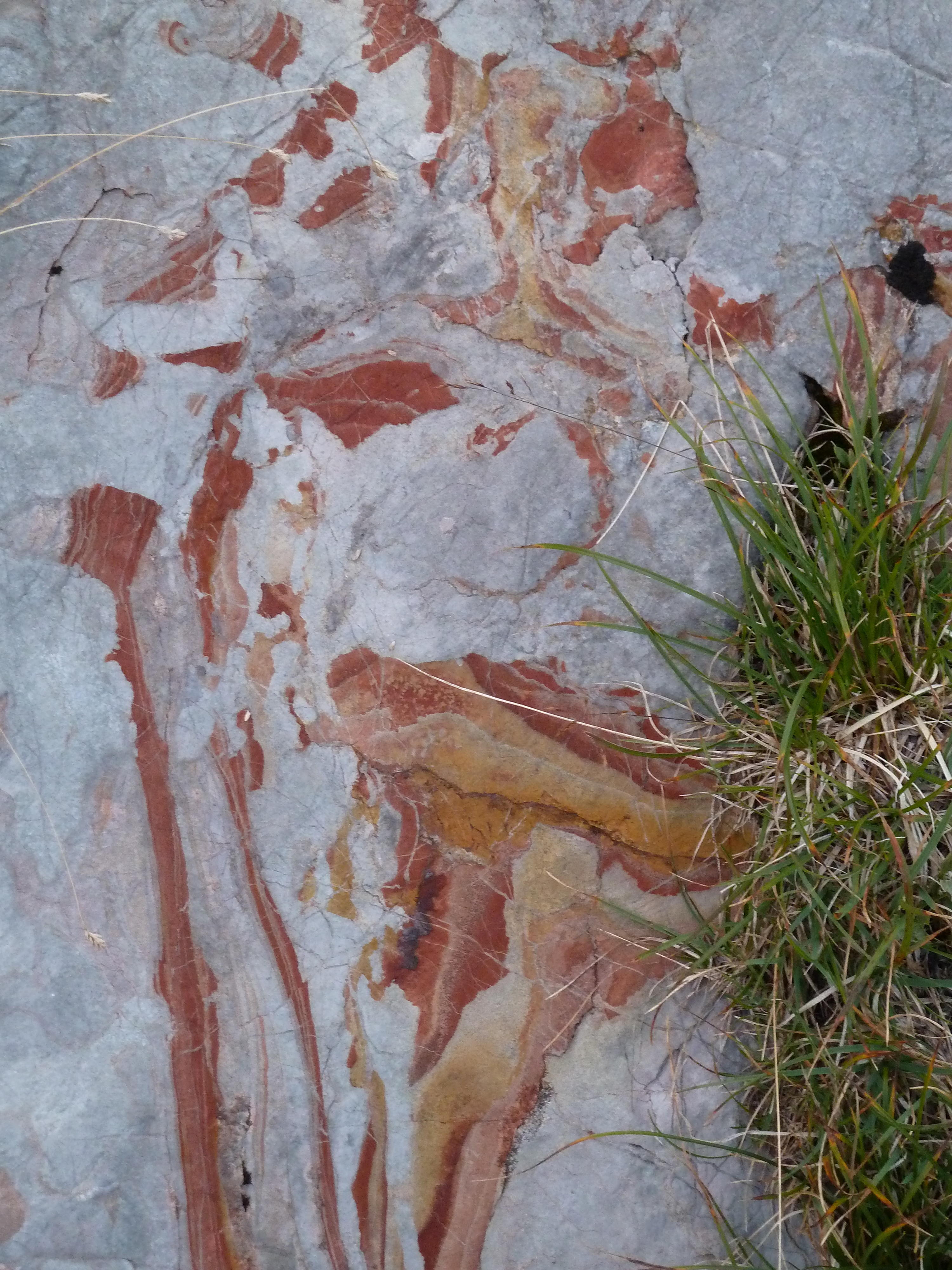
Rote Scherben, Dachsteingebirge

Im gebankten Dachsteinkalk finden sich manchmal unregelmäßig geformte, zentimeter- bis mehrere Dezimeter große, rot-ockergelb gestreifte Ausfüllungen von Lösungshohlräumen. Aber auch Hohlräume von Fossilienschalen (z. B. von Megalodonten), die durch Kalklösung entstanden sind, können gefüllt sein. Die Ursache für diese, als Rote Scherben bezeichneten, Bildungen ist das temporäre Trockenfallen riesiger Flachmeerbereiche, das unmittelbar nach der Diagenese der kalkigen Ablagerungen zu ihrer Verkarstung führte (Paläokarst). Das tonig-siltige Material stammt von verschwemmten roten Bodenbildungen, die auf Inseln durch die Kalklösung im trockengefallenen Dachsteinkalk gebildet wurden. Derartige Bodenbildungen entstehen auch heute noch in tropischen Karst-Gebieten.

## Riffkalk
Der zweite Gesteinstyp des Dachsteinkalkes ist der Riffkalk. Er ist gleich alt mit dem Bankkalk und wird auch als Hochgebirgskorallenkalk bezeichnet. Bei Riffkalken handelt sich um Korallenriffe, die sich meerseitig an den Lagunen aufgebaut haben.
Dieser Typ ist nicht so weit verbreitet wie der Bankkalk und tritt vor allem an der Süd- oder Südostseite einiger Gebirgsstöcke auf, so etwa am Hochkönig, am Hohen Göll, im Tennen- und Hagengebirge und am Westrand des Dachsteingebirges.
Der größte Teil des anscheinend ungeschichteten Riffkalks („Massenkalk“) besteht aus Riffschutt, was an der ungeordneten Position vieler der Korallenstöcke und riffbildenden Algenmatten erkennbar ist. Die Fossilien waren vor der Ablagerung im Riff vergesellschaftet, sind durch Brandung oder Erdbeben davon abgebrochen und wurden im Riffschutt weiter unten vor dem Riffabfall in größeren, zusammenhängenden Blöcken einzementiert. Nur in wenigen Bereiche des Riffes sind die Riffbildner in Lebensstellung erhalten. Diese Bereiche werden als Riffkerne bezeichnet und stellen Reste des ursprünglichen Riffkomplexes dar. Im Göllmassiv ist der Übergang vom Vorriff bis zur gebankten Riffrückseite bis in die Lagunenfazies dokumentierbar.
Im Unterschied zum Bankkalk ist der Riffkalk von steilstehenden Brüchen und Klüften durchzogen, was geomorphologisch zum Aufbau von Türmen und dem Riffverlauf folgenden schroffen Graten führt (Mandlwände am Hochkönig, Gosaukamm und Bischofsmütze).

## Vorkommen

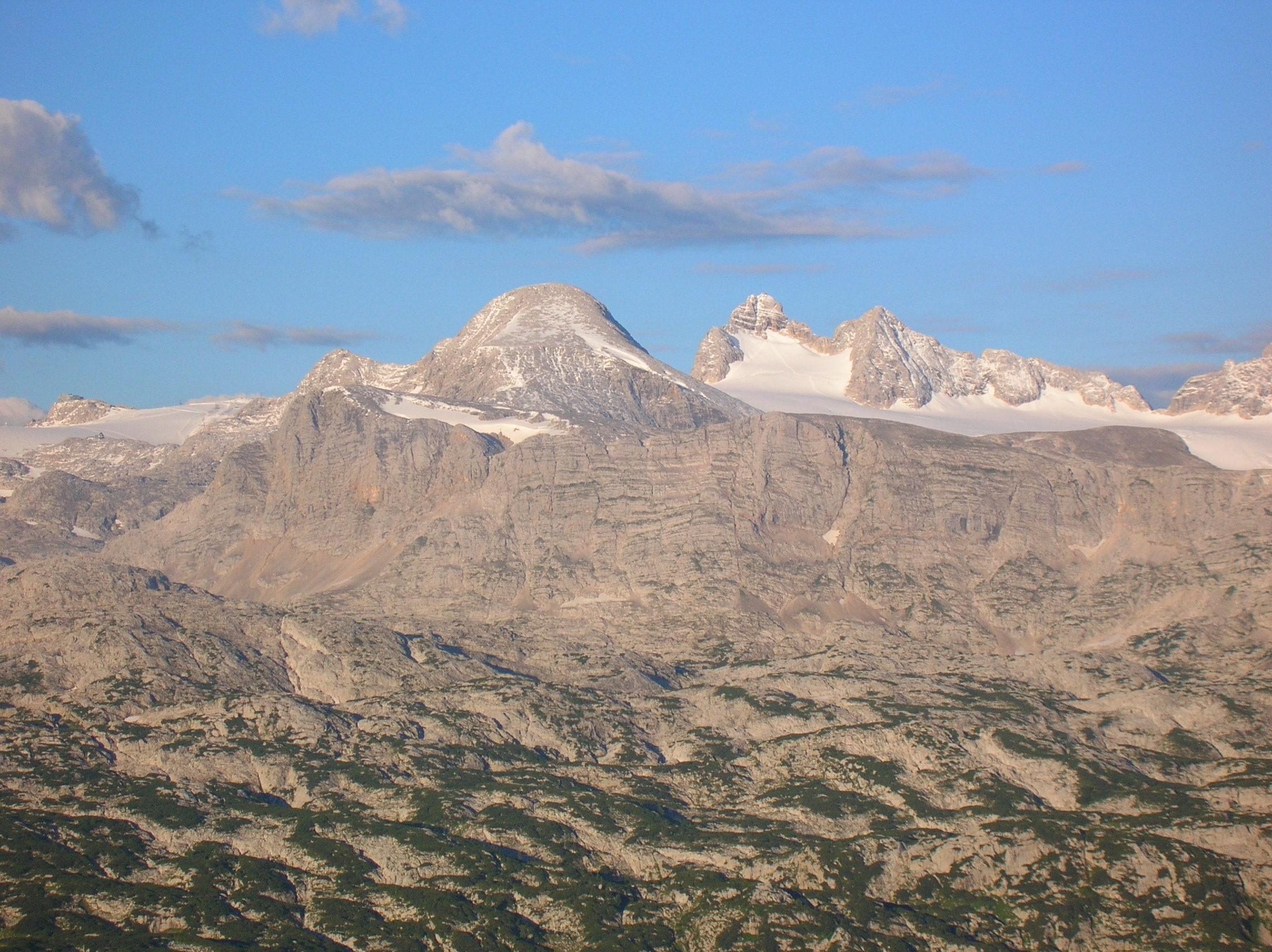
Das namensgebende Dachsteinmassiv

In den Nördlichen Kalkalpen findet der Dachsteinkalk sich in allen höheren Bergmassiven von der Ostgrenze Tirols ostwärts. Aus diesem Gestein sind die Gipfelbereiche von breiten Gebirgsstöcken gebaut, wie etwa Loferer und Leoganger Steinberge, Watzmann, Steinernes Meer, Hochkönig, Hagengebirge, Tennengebirge, Dachsteingebirge, Totes Gebirge, Gesäuse oder Hochschwab. Im westlichen Teil der Nördlichen Kalkalpen dagegen findet sich anstatt des Dachsteinkalkes der gleich alte Hauptdolomit.
In den Südalpen kommt Dachsteinkalk nur in den Julischen Alpen vor; weiter westlich ist dort die gleich altrige Gesteinsserie dolomitisiert und wird als Dachsteindolomit oder ebenfalls als Hauptdolomit bezeichnet.
Zwischen den einzelnen Gebirgen aus Dachsteinkalk befinden sich sehr oft Schichtfolgen mit andersartiger Ausbildung bei gleichem Alter, die Hallstätter Kalke, so dass das Vorkommen unterbrochen ist.
Außerhalb von Österreich werden Gesteine aus Ungarn als Dachsteinkalk bezeichnet, welche in dem Gebirgszug nördlich des Plattensees zur Donau aufgeschlossen sind (Balaton felvidék, Vorkette des Bakonygebirges). Weitere dem Dachsteinkalk ähnliche Gesteine werden aus Westsizilien, Nordkalabrien, dem südlichen Balkan und der südlichen Türkei erwähnt; beispielsweise die Aladaglari nördlich von Adana als höchste Berggruppe des Mittleren Taurus.
In Neuguinea ist die Carstensz-Pyramide, mit knapp 5000 Metern Meereshöhe der höchste Berg der australischen Kontinentalplatte, aus Kalkstein vom Typ Dachsteinkalk aufgebaut.

## Fossilien

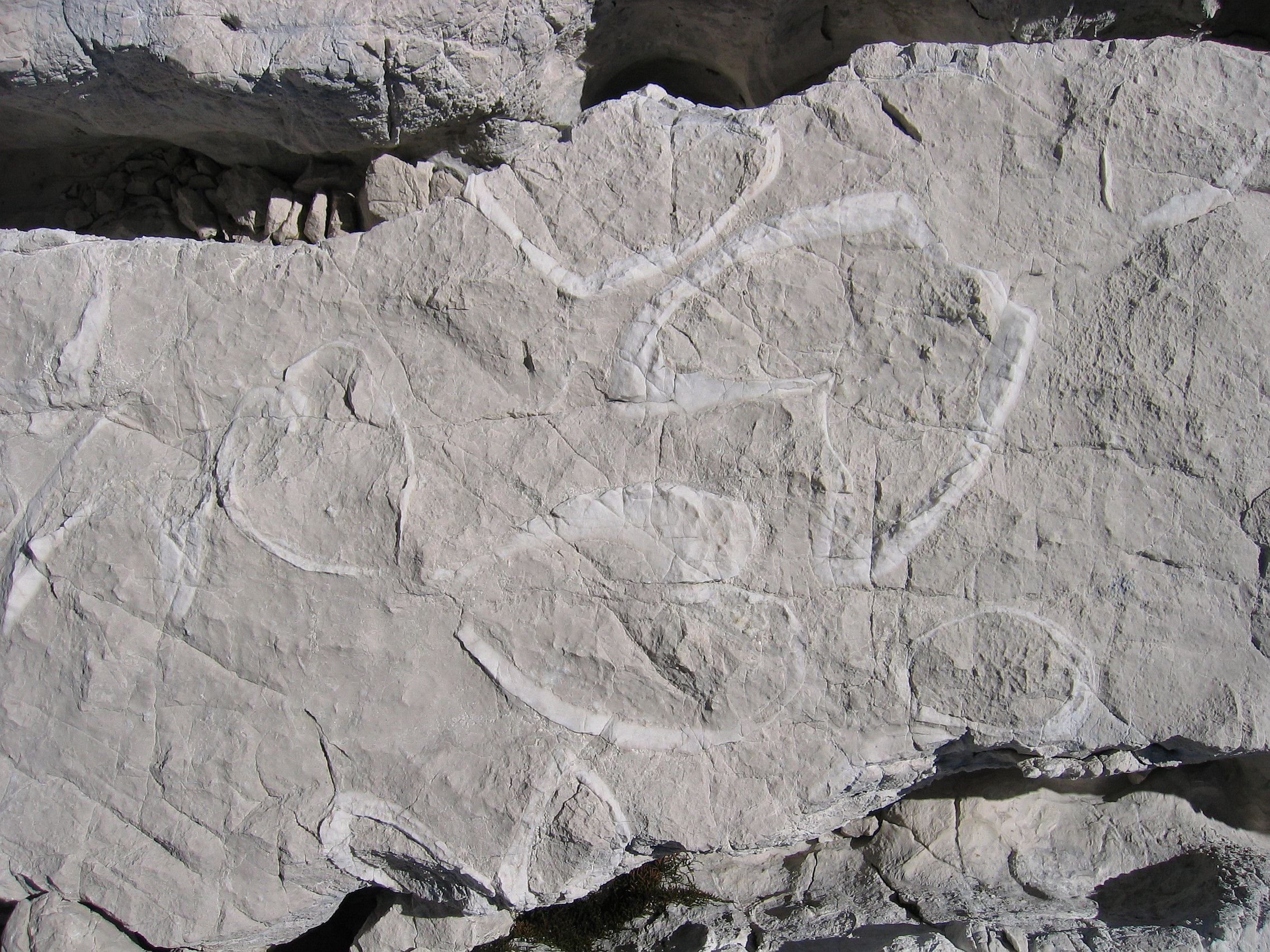
Megalodonten, Totes Gebirge

Typische Fossilien im Bankkalk sind die sogenannten Megalodonten, eine als Dachstein-Bivalven bezeichnete Gruppe von Riesenmuscheln, die mit mehreren Gattungen wie Neomegalodus und Conchodus vertreten ist. Im Volksmund werden sie als Kuhtritte bezeichnet, da die beiden Schalen im Allgemeinen noch beisammenliegen und somit an der Gesteinsoberfläche einen hufartigen oder herzförmigen Querschnitt zeigen.
Weiterhin häufig und unter Sammlern bekannt ist die früher mit dem Namen Thecosmilia benannte Korallengruppe, die heute in mehrere Gattungen aufgeteilt ist (unter anderem Thecosmilia, Retiophyllia). Der häufigste Typ hat etwa bleistiftdicke Stängel und bildet manchmal mehrere Dezimeter große Stöcke. Die Koralle kommt häufig im Riffkalk vor, ist jedoch selten im Bankkalk. Aus dem Dachsteinkalk sind noch viele andere Fossilien beschrieben worden, darunter Schnecken und Fischreste. Anfang der 1980er Jahre wurden auf einer Schichtfläche des gebankten Dachsteinkalks im Toten Gebirge gut erhaltene Knochenreste des krokodilähnlichen Phytosauriers Mystriosuchus steinbergeri gefunden. Der Fund kann im Naturhistorischen Museum in Wien besichtigt werden. Die genaue Biostratigraphie des Dachsteinkalkes wird anhand von Foraminiferen durchgeführt.

## Karsthydrologie
Der Dachsteinkalk bildet durch seine kompakten, bis zu 2 Kilometer mächtigen Massen heute wuchtige Bergmassive, teils mit ausgeprägten Hochplateaus. Bank- und Riffkalke mit ihren jeweils primär waagrechten respektive senkrechten Störungen bilden ein hochkomplexes dreidimensionales Netzwerk von Wasserwegen. Durch die Wasserlöslichkeit des Kalkes sind diese vielfältig ausgearbeitet. Daher sind die Gipfelfluren der Dachsteinkalk-Gebirge weitgehend ohne Oberflächenwasser, also extrem verkarstet, und die Stöcke von ausgedehnten und vielgestaltigen Höhlensystemen durchzogen. Zu diesen gehören etliche der umfangreichsten Höhlensystem der Alpen: Schönberg-Höhlensystem im Toten Gebirge (längste Höhle Österreichs), Hirlatzhöhle im Dachstein, Dachstein-Mammuthöhle, Lamprechtsofen in den Leoganger Steinbergen (tiefste Höhle Österreichs), Monsterhöhle-Kolkbläser-System im Steinernen Meer, Eisriesenwelt im Tennengebirge – alle unter den ca. 50 tiefsten/längsten bekannten Höhlensystemen der Erde. Eisriesenwelt (größte Eishöhle der Welt) und Dachstein-Eishöhle sind ebenso bemerkenswert wie etwa die kräftig schüttende Koppenbrüllerhöhle im Dachsteinstock.